# Flughafen Ventspils

i8
i11
i13
Der Flughafen Ventspils (IATA-Code: VNT, ICAO-Code: EVVA) ist ein regionaler Flughafen und bedient die Hafenstadt Ventspils im Nordwesten von Lettland. Fünf Kilometer südwestlich der Stadt gelegen, wurde der Flughafen 1939 eröffnet, im Jahr 1983 zeitweise geschlossen, jedoch im Jahr 2000 wieder in Betrieb genommen.

## Geschichte
Der Flughafen wurde als Zwischenstation für die Linie Riga–Liepāja–Ventspils gedacht. Mit dem Ausbruch des Zweiten Weltkrieges und dem Einmarsch der Roten Armee 1940 wurden diese Pläne jedoch nicht ausgeführt. Stattdessen wurden sowjetische Militärmaschinen am Flughafen positioniert. 
1975 wurde die Asphaltlandebahn gebaut und regelmäßige Verbindungen nach Riga, Minsk und dem damaligen Leningrad eingeweiht. 
Im Jahr 1983 wurde der Flughafen geschlossen. 
2000 fand die Wiedereröffnung statt und im Jahr 2003 wurde ein neues Passagierterminal mit ungefähr 300 Quadratmetern eingeweiht. Weitere Dienstleistungen wurden graduell eingeführt, z. B. Treibstoff im Jahr 2004. 
Im April 2008 wurde der Flughafen in das Netz der lettischen Fluggesellschaft airBaltic aufgenommen. Der Flug wurde jedoch am Ende der Sommersaison wieder gestoppt und bis heute nicht mehr aufgenommen. 
Aktuell wird der Flughafen für Militär- und Charterflüge benutzt. 